# Adesmia viscidissima
Adesmia viscidissima là một loài thực vật có hoa trong họ Đậu. Loài này được Johnston miêu tả khoa học đầu tiên.